# جام (مدينة)
جام (بالفارسية: جم) هي مدينة إيرانية، وهي مركز مقاطعة جام التابعة لمحافظة بوشهر.
يبلغ عدد سكانها 10,809 حسب إحصاء عام 2006 م.